# Dorfkirche Grießen

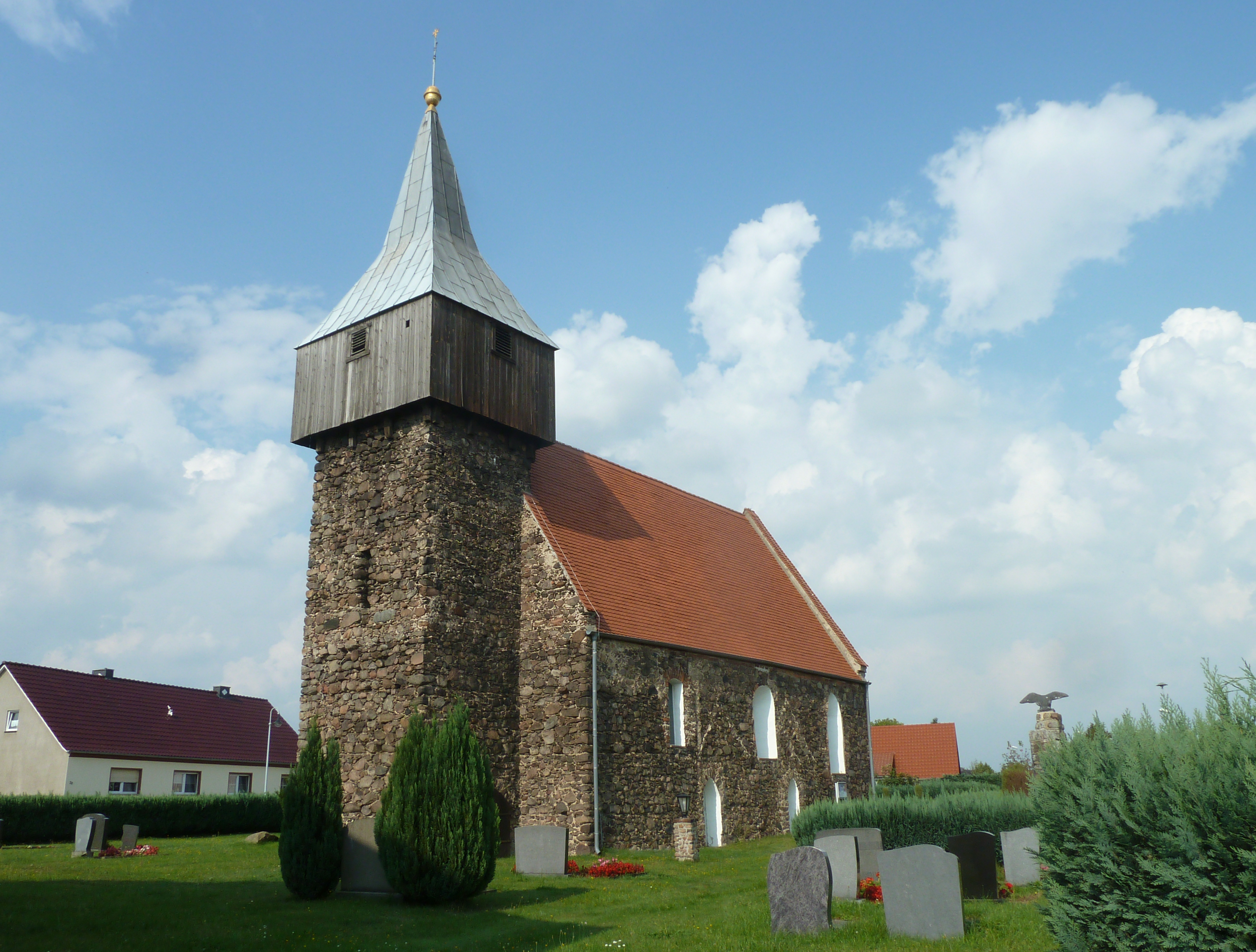
Dorfkirche Grießen (2014)

Die Dorfkirche Grießen ist das Kirchengebäude im Ortsteil Grießen der Gemeinde Jänschwalde im Landkreis Spree-Neiße in Brandenburg. Es gehört der Ortskirchengemeinde Forst-Stadt im Kirchenkreis Cottbus der Evangelischen Kirche Berlin-Brandenburg-schlesische Oberlausitz. Die Kirche steht unter Denkmalschutz.

## Architektur und Geschichte
Die Grießener Kirche befindet sich auf dem Friedhof des Ortes und ist nach Nordosten ausgerichtet. Sie wurde, beginnend mit dem Kirchenschiff und dem unteren Teil des Turms im 14. oder 15. Jahrhundert gebaut. Das hölzerne Glockengeschoss wurde vermutlich im 16. Jahrhundert aufgesetzt. Im 17. Jahrhundert wurde die Kirche barockisiert, dabei wurden die Fensteröffnungen verändert und zum Teil verlegt. Bei einer Sanierung im Jahr 1960 wurde eine ursprünglich vorhandene Vorhalle entfernt. 1980 wurde der Innenraum umfassend umgebaut: Die Kirche erhielt eine Bretterdecke unterhalb der vorhandenen Balkendecke, die Emporen und der Kanzelaltar wurden entfernt und ein Teil des Raumes wurde als Winterkirche abgetrennt. 1992 wurde das Dach der Kirche neu gedeckt.

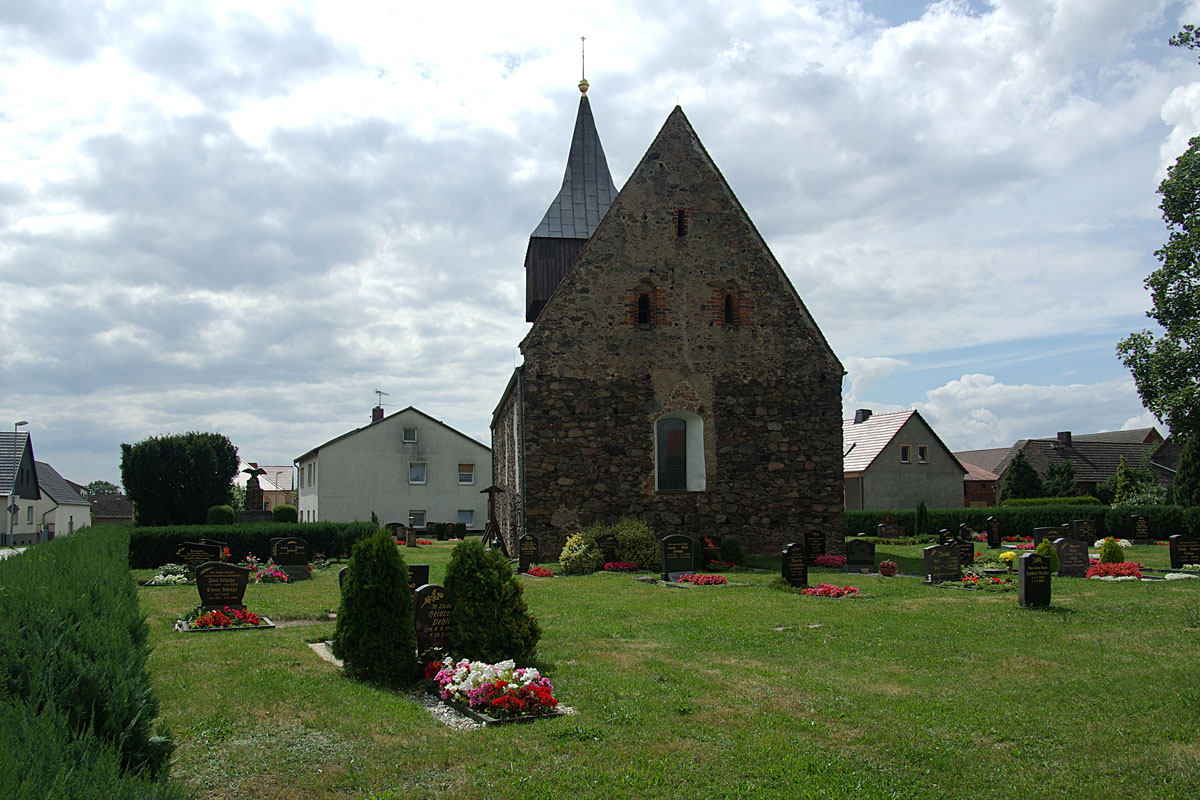
Giebelseite, das vermauerte Lanzettfenster ist noch deutlich zu erkennen

Die Kirche ist ein rechteckiger Bau aus Feldsteinmauerwerk. Die Bauform des Turms lässt eine ehemalige Nutzung als Wehrkirche vermuten. An der südöstlichen Seite des Kirchenschiffs befinden sich zwei spitzbogige Eingänge. Darüber liegen drei Segmentbogenfenster mit unterschiedlichen geputzten Laibungen, die auf die teilweise Verwendung der gotischen Fensteröffnungen zurückzuführen sind. An der Giebelseite hat die Kirch ein großes Segmentbogenfenster, das im 17. Jahrhundert anstelle eines Lanzettfensters eingebaut wurde; das vermauerte Lanzettfenster ist noch deutlich zu erkennen. Im Giebel liegen drei Öffnungen mit Backsteineinfassungen. Der Kirchturm steht auf einem quadratischen Grundriss und hat ein allseitig vorkragendes Glockengeschoss aus Fachwerk mit Schallöffnungen an allen Seiten, das nachträglich verbrettert wurde. Darüber befindet sich ein eingezogenes Zeltdach aus Zinkblechen.

## Ausstattung
Zur Ausstattung der Grießener Kirche gehört ein hölzernes Altarretabel aus dem 15. Jahrhundert. Der ursprüngliche Schrein ist heute Teil des Altars der Dorfkirche in Groß Schacksdorf, auf dem heutigen Schrein in Grießen befinden sich Schnitzfiguren der Gottesgebärerin, von Maria Magdalena und der heiligen Barbara. Die hölzerne Kanzel stammt aus dem 16. oder 17. Jahrhundert, die ursprüngliche Fassung wurde restlos entfernt. Der Kanzelkorb und der Schalldeckel sind Teile des früheren Kanzelaltars. Das Taufbecken aus Holz wurde wohl im 18. Jahrhundert angefertigt.